# Materialröntgen
Materialröntgen som en gren inom Radiografi är en genomlysningsundersökning av död materia till skillnad från de röntgenundersökningar som sker inom sjukvården.
I båda fallen används röntgenstrålning för att skapa en avbildning av ett tredimensionellt objekts inre struktur(er) utan att det undersökta objektet tar skada, vilket i fallet materialröntgen benämns med den övergripande kategoriseringen oförstörande provning.
I speciella fall såsom exempelvis arkeologi och obduktioner förekommer det att man använder sig av utrustning avsedd för industriröntgen även vid undersökning av biologiska material, eftersom de tekniska möjligheterna till ett gott resultat kan vara bättre än med medicinsk röntgen samt att stråldoser kan väljas utan hänsyn till hälsorisker för det undersökta objektet.

Vanliga tillämpningar av materialröntgen omfattar exempelvis:
- Strukturanalys inom geologi och metallurgi
- Industriell radiografi för att kvalitetssäkra konstruktioner och konstruktionsmetoder som svetsning
- Inom forensik (till exempel utredning av konstförfalskning)
- Vid säkerhetskontroller på till exempel flygplatser

Ordet röntgen kan ibland avse fler typer av oförstörande provning, till exempel skiktröntgen.